# 马凡舒
马凡舒（1993年11月6日—），暱称凡凡，黑龙江哈尔滨人，中国传媒大学2012级播音主持本科毕业，中国中央电视台节目主持。

## 生平
1993年11月6日，马凡舒出生在黑龙江省哈尔滨市。
2012年，马凡舒以全国第九、黑龙江省第一的成绩考入中国传媒大学。
2014年4月19日，马凡舒参加第二十一届北京大学生电影节第五届大学生主持人大赛决赛，获得亚军。同年11月24日，《天下足球》14周年改版，马凡舒作为女主播首次登场，並與段暄搭檔。
2015年11月23日（段暄离开央视后），马凡舒与朱晓雨搭档主持《天下足球》。
2016年3月6日，天津权健俱乐部召开壮行会，邀请央视名嘴邵圣懿和马凡舒主持。
2017年，主持《FIFAOnline》S4赛季全明星赛。
2018年1月，马凡舒参加了中央电视台主持人选拔节目《一起说奥运》。同年6月，她又成为了央视俄罗斯世界杯足球赛报道团队的成员，并担任了世界杯专题节目《豪门盛宴》的主持人。同年9月23日，马凡舒参加的CCTV综艺频道中秋特别节目《万家邀明月 一起盼中秋》播出，而她在节目中则与张蕾、尼格买提、路一鸣共同演唱了歌曲《相亲相爱》。同年10月1日，马凡舒与董卿、张泽群、向仲南共同主持的《中俄艺术家大联欢》在CCTV综艺频道播出。同年年底，马凡舒作为主持人回归栏目《天下足球》。
2021年7月16日，马凡舒入选中央广播电视总台主持人名单。同年7月，主持欧洲杯足球赛专题节目《足球盛宴》。同年8月，参加央视频综艺《央young之夏》，加入“冰皮月饼队”。同年12月，参加《央young之夏》节目姊妹篇《冬日暖央young》，和月亮姐姐、张蕾和杨帆等组成“凡山月岭队”。
2022年1月31日，首次担任2022年中央廣播電視總台春節聯歡晚會的主持人。

## 节目

### 综艺节目
- 《第一美差》
- 《今日人物》
- 《卧谈会有趣》
- 《高能评车团》
- 《一起说奥运》
- 《一站到底》
- 《文明观球》
- 《阅读·阅美第二季》
- 《开门大吉》

### 体育节目
- 《NBA比赛日》
- 《天下足球》
- 《掌握亚洲杯》
- 《六眼飞鱼》
- 《豪门盛宴》
- 《蓝桥传奇》
- 《繁花》

### 主持晚会
- 《2022年中央廣播電視總台春節聯歡晚會》[2]
- 《2023年中央廣播電視總台春節聯歡晚會》
- 《2024年中央廣播電視總台春節聯歡晚會》